# Katarina Katja Predovnik
Katarina Katja Predovnik, slovenska arheologinja, * 19. januar 1971, Ljubljana
Predava na Oddelku za arheologijo Filozofske fakultete Univerze v Ljubljani. Je predsednica Upravnega odbora te fakultete.